# Dunino

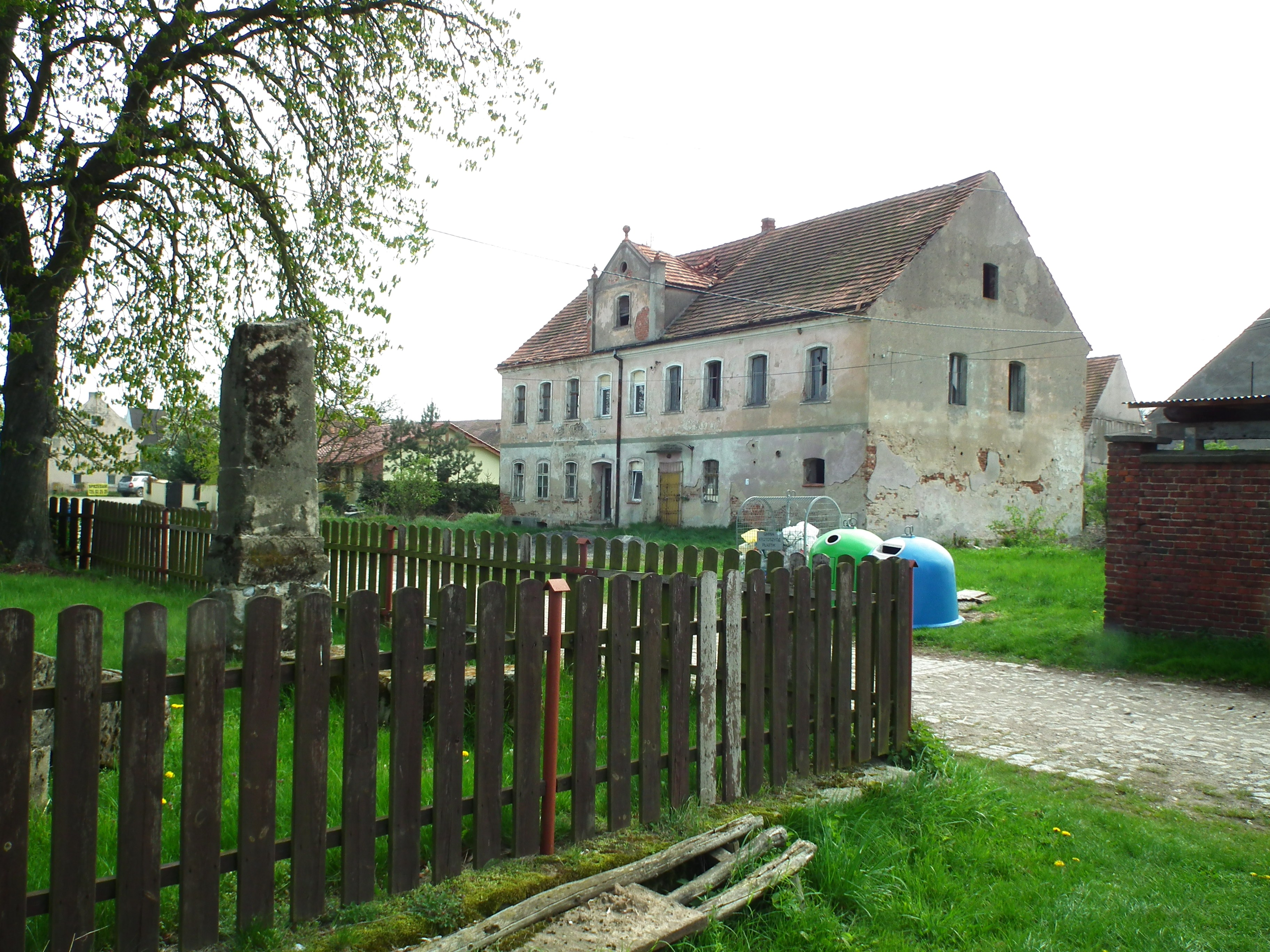
Centrum wsi

Dunino (niem. Dohnau) – wieś w Polsce położona w województwie dolnośląskim, w powiecie legnickim, w gminie Krotoszyce.

## Podział administracyjny
W latach 1975–1998 miejscowość administracyjnie należała do województwa legnickiego.

## Geografia
Wieś położona jest w odległości 8 km na południowy zachód od Legnicy, nieopodal ujścia Nysy Szalonej do Kaczawy.

## Nazwa
Niemiecki nauczyciel i krajoznawca Heinrich Adamy w swoim dziele o nazwach miejscowości na Śląsku wydanym w 1888 roku we Wrocławiu Adamy wymienia jako najstarszą nazwę miejscowości zanotowaną w łacińskim dokumencie - Dunino.
Wieś wymieniona została w obecnie używanej polskiej formie Dunino w łacińskim dokumencie wydanym w 1202 roku we Wrocławiu przez kancelarię biskupa wrocławskiego Cypriana. Nazwa wsi została później fonetycznie zgermanizowana na Dohnau.

## Historia
W pobliżu Dunina 26 sierpnia 1813 miał miejsce epizod jednej z wojen napoleońskich, określany mianem Bitwy nad Kaczawą. Wydarzenie to upamiętnia Muzeum Bitwy nad Kaczawą. W okolicy Dunina, na budowanym odcinku trasy S3, odkryto jedno z najbogatszych cmentarzysk z epoki brązu zawierające około 200 pochówków bogato wyposażonych w przedmioty z brązu i gliny, pochodzące sprzed 4 tys. lat.

## Infrastruktura turystyczna
- Gospodarstwo agroturystyczne
- Pole biwakowe i namiotowe

## Komunikacja
Przez Dunino przebiega droga powiatowa z Wilczyc do Złotnik, którą przez odgałęzienie w kierunku Huty Miedzi "Legnica" można dojechać do wsi z Legnicy i drogi wojewódzkiej nr 364.
W latach 1973–2006 do Dunina docierała regularna komunikacja publiczna WPK/MPK Legnica. Od czerwca 2006 r. dojazd zapewnia prywatny przewoźnik mikrobusowy oraz PKS Legnica, jednym kursem relacji Legnica - Winnica - Jawor.

## Miejsca godne uwagi
- Pawilon muzealny z 1909 r., siedziba Muzeum Bitwy nad Kaczawą
- Obelisk kamienny z 1908 r., poświęcony pamięci poległych w Bitwie
- Stary młyn - wiatrak nad Nysą Szaloną, obok mała elektrownia wodna "Panorama"
- Most nad połączeniem Nysy Szalonej z Kaczawą (punkt widokowy)
- Kopalnia haloizytu przy drodze do Święcian
- Stara Kuźnia po drodze do Janowic

## Szlaki turystyczne

### PTTK
W Duninie, przy moście, krzyżują się 2 oznakowane piesze szlaki turystyczne PTTK:
- Szlak Nad Nysą Szaloną z Czerwonego Kościoła (3,3 km na północ od Dunina) do Męcinki (13,2 km na południe, łączna długość - 19 km);
- Szlak dookoła Legnicy - II odcinek z Pawłowic Małych (5 km na północ od Dunina) do Warmątowic Sienkiewiczowskich (5,2 km na południowy wschód, łączna długość odcinka - 10,2 km);

### Pozostałe
Ponadto, sprzed siedziby Muzeum, swój początek bierze otwarta uroczyście 10 września 2006 z inicjatywy Gminy Krotoszyce i Towarzystwa Przyjaciół Gminy Krotoszyce oznakowana dydaktyczna ścieżka rowerowa o długości około 20 km (w tym 5 km z miejscami odpoczynku i zadaszeniami) Szlak naszych przodków, biegnąca wokół pola Bitwy nad Kaczawą, tj. z Dunina przez Krajów, Winnicę, Bielowice, Warmątowice Sienkiewiczowskie, Kościelec, Babin, Kozice, Janowice Duże do punktu początkowego.

## Literatura
- Sadurska I. Legnica - przewodnik po mieście, Legnica 1997, ISBN 83-901867-8-0
- Gumiński T. Legnica i okolice. Przewodnik., Legnica-Wrocław 2001, ISBN 83-87299-61-8
- PTTK Legnica Powiat legnicki, Kraków 2005, ISBN 83-89955-03-2